# Delgres
Delgres, parfois écrit Delgrès, est un groupe de blues créole ou caribéen français,. Il est formé en 2016, et son nom est un hommage à l'anti-esclavagiste antillais Louis Delgrès (1766-1802).

## Biographie

### Débuts (2015—2016)
Delgres est né de la rencontre de Pascal Danae avec le batteur Baptiste Brondy et le joueur de sousaphone Rafgee. Pascal Danae est auteur, compositeur, guitariste et chanteur. Il a été membre du groupe franco-brésilien Rivière noire, avec lequel il remporte en 2015 la Victoire de la musique dans la catégorie « musiques du monde ». Puis en 2015, Pascal Danae renoue avec le blues, la guitare dobro et la langue créole, en hommage à sa trisaïeule guadeloupéenne dont il a retrouvé la lettre d’affranchissement datant de 1841.
Il se tourne alors vers le batteur Baptiste Brondy, membre de Lo'jo et collaborateur occasionnel de Matthieu Chedid et Jean-Louis Aubert. Ensemble, ils rencontrent Rafgee, trompettiste diplômé du Conservatoire de Paris, qui intègre régulièrement avec son sousaphone des orchestres animant des bals antillais.

### Mo Jodi(2016—2019)

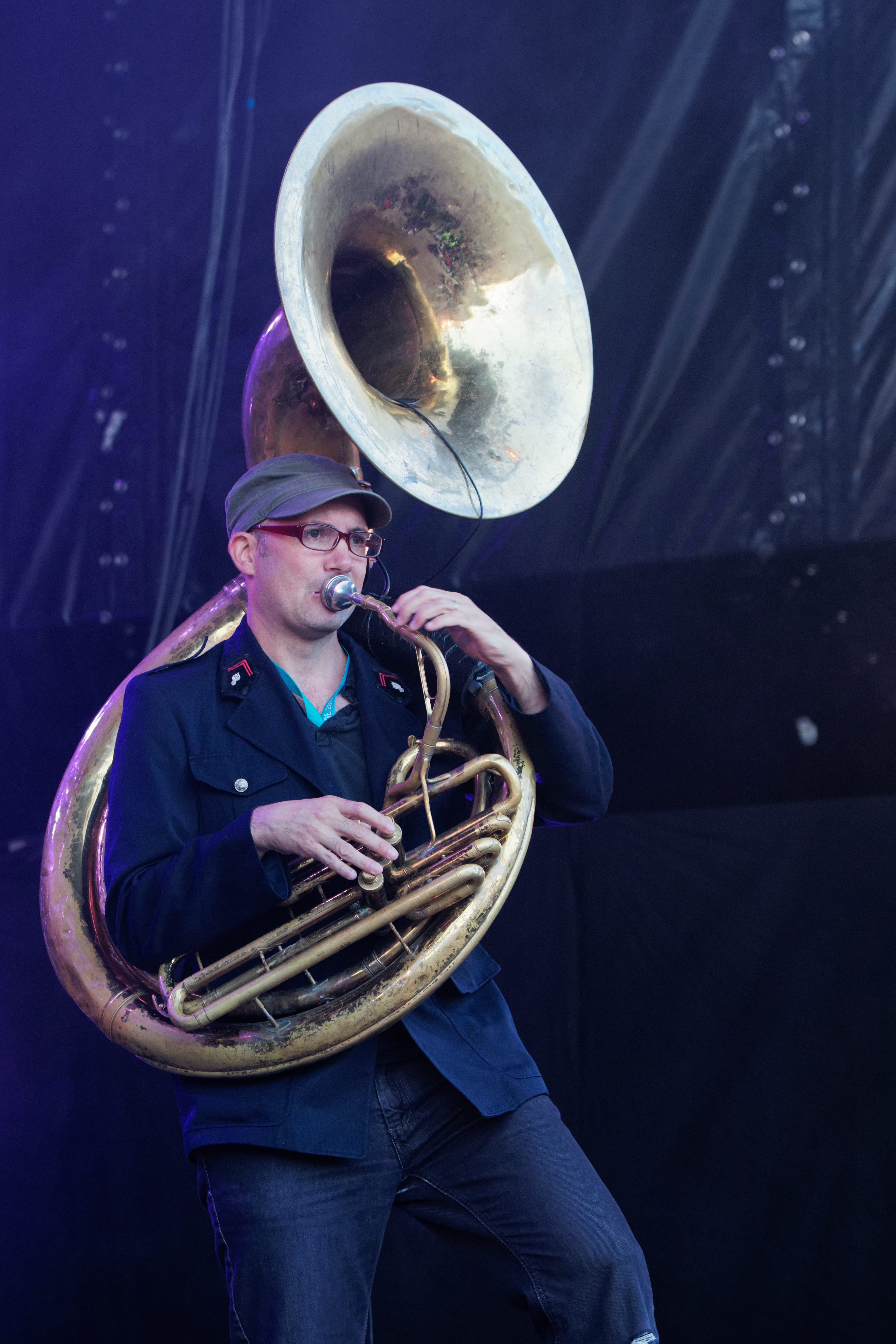
Rafgee avec Delgrès au Festival du bout du monde en 2017.

L’une des premières chansons à voir le jour, Mo Jodi, se révèle décisive. Elle s'inspire de l’héroïsme de Louis Delgrès. En 1802, ce colonel d'infanterie de l’Armée française a, en vertu de la devise révolutionnaire « Vivre libre ou mourir », préféré la mort à la captivité après s’être rebellé contre les troupes napoléoniennes venues rétablir l'esclavage. Le morceau Mo Jodi (littéralement « Mourir aujourd’hui » en créole) rend hommage à son sacrifice.
Le groupe publie son premier album, également intitulé Mo Jodi, qui sort le 31 août 2018 sur le label PIAS. En sont extrait trois singles : Mr President, Can’t Let You Go et Mo Jodi. À sa sortie, l’album est très favorablement accueilli par la critique. Télérama titre « L'ouragan du heavy blues », FIP décrit leur son comme « un blues rock féroce et libérateur », France Inter comme « un blues flambé au rhum » et RFI le qualifie de « son actuel, entre Tinariwen et The Black Keys ». L’album reçoit le Grand prix de l'académie Charles-Cros du meilleur album de blues en 2018. Le groupe est également nommé aux Victoires de la musique 2019 dans la catégorie « Musiques du monde ».
Delgres sort ensuite une « extended gold edition » de l’album en mars 2019, augmentée de cinq titres inédits dont un duo avec Jean-Louis Aubert sur un nouveau single Vivre sur la route. En parallèle, le trio réalise une tournée de plus de 300 dates en France, en Europe et en Amérique du Nord, faisant partie des vingt artistes les plus programmés au sein des festivals français en 2019.

### 4:00 AM(depuis 2020)
Delgres annonce en décembre 2020 la sortie pour mars 2021 de son nouvel album, intitulé 4:00 AM. Cette annonce est précédée en octobre 2019 par le single 4 Ed Maten, accompagné d’un clip tourné dans le port du Havre. En novembre 2020 le groupe dévoile un deuxième titre, Just Vote for Me, coïncidant avec l'élection présidentielle américaine.

### Promis le ciel
Le troisième album de Delgres, Promis le ciel, sort le 16 février 2024.

## Membres
- Pascal Danaë — multi-instrumentiste, chant.
- Baptiste Brondy — batterie.
- Rafgee — sousaphone.

## Discographie

### Albums studio
- 2018 : Mo Jodi.
- 2019 : Mo Jodi (Extended Gold Edition, PIAS, version deluxe de Mo Jodi intégrant 5 titres inédits dont une collaboration avec Jean-Louis Aubert).
- 2021 : 4:00 AM (PIAS).
- 2024 : Promis le ciel.

### Collaborations
- Skye Edwards, chanteuse du groupe Morcheeba, chante avec le groupe sur le titre Sere mwen pli fo, sur l'album Mo Jodi.
- Jean-Louis Aubert chante en duo avec Pascal Danaë sur le titre Vivre sur la route, sorti en 2019 sur l'album Mo Jodi - Extended Gold Edition[11].
- La chanteuse Awa Ly a invité le groupe Delgres à collaborer sur le titre What Goes Around, tiré de son album Safe and Sound (2020, Rising Bird Music).

## Distinctions
- Prix de Académie Charles-Cros du meilleur album de blues 2018[12].
- Nomination aux Victoires de la musique 2019, dans la catégorie « Meilleur album de musique du monde »[8],[13].